# اچ‌دی ۱۵۵۳۵۸
اچ‌دی ۱۵۵۳۵۸ یک ستاره است که در صورت فلکی زانوزده قرار دارد.